# Festuca lugens
Festuca lugens là một loài thực vật có hoa trong họ Hòa thảo. Loài này được (E.Fourn.) Hitchc. ex Hern.-Xol. mô tả khoa học đầu tiên năm 1958.